# كلود (تكساس)
كلود (بالإنجليزية: Claude, Texas)‏ هي مدينة تقع بولاية تكساس في شمال شرق الولايات المتحدة. تبلغ مساحة هذه المدينة 4.4 (كم²)، وترتفع عن سطح البحر 1038 م، بلغ عدد سكانها 1313 نسمة في عام 2000 حسب إحصاء مكتب تعداد الولايات المتحدة وتصل الكثافة السكانية فيها 296 نسمة/كم2.

## التركيبة السكانية
حدّد مكتب تعداد الولايات المتحدة بيانات التركيبة السكانية لكلود في تعداد الولايات المتحدة. في ما يلي، التركيبة السكانية حسب تعدادي 2000 و2010.

### تعداد عام 2000
بلغ عدد سكان كلود 1,313 نسمة بحسب تعداد عام 2000، وبلغ عدد الأسر 479 أسرة وعدد العائلات 362 عائلة مقيمة في المدينة. في حين سجلت الكثافة السكانية 295.1 نسمة لكل كيلومتر مربع (764.3/ميل2). وبلغ عدد الوحدات السكنية 538 وحدة بمتوسط كثافة قدره 120.9 لكل كيلومتر مربع (313.1/ميل2).
وتوزع التركيب العرقي للمدينة بنسبة 95.96% من البيض و0.23% من الأمريكيين الأفارقة و0.46% من الأمريكيين الأصليين و2.89% من الأعراق الأخرى و0.46% من عرقين مختلطين أو أكثر و5.56% من الهسبانيون أو اللاتينيون من أي عرق.
بلغ عدد الأسر 479 أسرة كانت نسبة 37.2% منها لديها أطفال تحت سن الثامنة عشر تعيش معهم، وبلغت نسبة الأزواج القاطنين مع بعضهم البعض 66.6% من أصل المجموع الكلي للأسر، ونسبة 6.1% من الأسر كان لديها معيلات من الإناث دون وجود شريك، بينما كانت نسبة 2.9% من الأسر لديها معيلون من الذكور دون وجود شريكة وكانت نسبة 24.4% من غير العائلات. تألفت نسبة 22.5% من أصل جميع الأسر من عدة أفراد يعيشون في نفس المنزل ونسبة 13.8% كانت تتألف من شخص يعيش بمفرده يبلغ من العمر 65 عاماً أو أكثر. وبلغ متوسط حجم الأسرة المعيشية 2.58، أما متوسط حجم العائلات فبلغ 3.01.
بلغ العمر الوسطي للسكان 40.9 عاماً. وكانت نسبة 26% من القاطنين تحت سن الثامنة عشر، وكانت نسبة 6.5% بين الثامنة عشر والرابعة والعشرين عاماً، ونسبة 23.7% كانت واقعةً في الفئة العمرية ما بين الخامسة والعشرين والرابعة والأربعين عاماً، ونسبة 22.5% كانت ما بين الخامسة والأربعين والرابعة والستين، ونسبة 15.4% كانت ضمن فئة الخامسة والستين عاماً فما فوق. يوجد لكل 100 أنثى 97.1 ذكر، ويوجد لكل 100 أنثى في الثامنة عشر من عمرها فما فوق 89.8 ذكر.
بلغ متوسط دخل الأسرة في المدينة 38,641 دولارًا، أما متوسط دخل العائلة فبلغ 43,750 دولارًا. وكان متوسط دخل الذكور 33,542 دولارًا مقابل 21,371 دولارًا للإناث. وسجل دخل الفرد الخاص بالمدينة 16,299 دولارًا. وكانت نسبة 8.8% من العائلات ونسبة 12.5% من السكان تحت خط الفقر، وكان من هؤلاء نسبة 21.7% تحت سن الثامنة عشر ونسبة 17.5% في الخامسة والستين من العمر وما فوق.

### تعداد عام 2010
بلغ عدد سكان كلود 1,196 نسمة بحسب تعداد عام 2010، وبلغ عدد الأسر 448 أسرة وعدد العائلات 328 عائلة مقيمة في المدينة. في حين سجلت الكثافة السكانية 268.8 نسمة لكل كيلومتر مربع (696.2/ميل2). وبلغ عدد الوحدات السكنية 518 وحدة بمتوسط كثافة قدره 116.4 لكل كيلومتر مربع (301.5/ميل2).
وتوزع التركيب العرقي للمدينة بنسبة 92.64% من البيض و0.33% من الأمريكيين الأفارقة و0.84% من الأمريكيين الأصليين و5.10% من الأعراق الأخرى و1.09% من عرقين مختلطين أو أكثر و7.61% من الهسبانيون أو اللاتينيون من أي عرق.
بلغ عدد الأسر 448 أسرة كانت نسبة 35% منها لديها أطفال تحت سن الثامنة عشر تعيش معهم، وبلغت نسبة الأزواج القاطنين مع بعضهم البعض 62.1% من أصل المجموع الكلي للأسر، ونسبة 8% من الأسر كان لديها معيلات من الإناث دون وجود شريك، بينما كانت نسبة 3.1% من الأسر لديها معيلون من الذكور دون وجود شريكة وكانت نسبة 26.8% من غير العائلات. تألفت نسبة 24.1% من أصل جميع الأسر من عدة أفراد يعيشون في نفس المنزل ونسبة 12.3% كانت تتألف من شخص يعيش بمفرده يبلغ من العمر 65 عاماً أو أكثر. وبلغ متوسط حجم الأسرة المعيشية 2.55، أما متوسط حجم العائلات فبلغ 2.97.
بلغ العمر الوسطي للسكان 42.8 عاماً. وكانت نسبة 24.6% من القاطنين تحت سن الثامنة عشر، وكانت نسبة 5.7% بين الثامنة عشر والرابعة والعشرين عاماً، ونسبة 22.2% كانت واقعةً في الفئة العمرية ما بين الخامسة والعشرين والرابعة والأربعين عاماً، ونسبة 27.6% كانت ما بين الخامسة والأربعين والرابعة والستين، ونسبة 20% كانت ضمن فئة الخامسة والستين عاماً فما فوق. وتوزع التركيب الجنسي للسكان بنسبة 47.6% ذكور و52.4% إناث.

## أعلام
- دينتون فوكس

## وصلات خارجية
- The US50 - Cities and Towns in Texas State